# Jacques Gibelin
Pour les articles homonymes, voir Gibelin.
Jacques Gibelin, né le 16 septembre 1744 à Aix-en-Provence, mort le 4 février 1828, est un médecin, traducteur et bibliothécaire français.

## Biographie
Frère puiné du peintre d'histoire Esprit Antoine Gibelin, Jacques se destina de bonne heure à la médecine. Toutes les sciences connexes suscitèrent également son intérêt. Dès son diplôme de docteur obtenu à Aix, il monta dans la capitale pour y élargir le cercle de ses connaissances dans la carrière des sciences, comme Berthollet et Broussonnet, et plus tard, Bosc.
Il alla ensuite à Londres, où il fut reçu membre de la Société médicale. Ayant remarqué l'importance de quelques ouvrages anglais, pour les progrès de la physique et de la médecine, il conçut alors le projet de les traduire en français. Cette idée le ramena à Paris en 1 774, et, dès l'année 1775, il commença à publier ses traductions, dont la première fut le Traité sur différentes espèces d'air, en neuf volumes in-12 de Priestley. Ses travaux en ce genre se continuèrent jusqu'à l'année 1791, où il publia les deux derniers volumes de son Abrégé des Transactions philosophiques de la Société royale de Londres, concernant la botanique et la physique végétale. Dans l'intervalle, il fit paraitre les Expériences et observations sur différentes branches de la physique, également de Priestley, 1782, 4 vol. in-12 ; le Traité sur le venin de la vipère, sur les poisons américains, etc., de Fontana, imprimé en français à Florence, 1791, 2 vol. in-4°, traduit par Gibelin sur le manuscrit italien de l'auteur, son ami particulier ; Observations sur les maladies vénériennes, par Franz Xaver Schwediauer, Paris, Cuchet, 1785 ; in-8° ; Éléments de minéralogie, de Richard Kirwan, Paris, Cuchet, 1785, in-8° ; Abrégé des transactions philosophiques de la Société royale de Londres ; histoire naturelle, 1784, 2 vol. in-8° ; la moitié du quatrième volume et les trois suivants de l'Histoire des progrès et de la chute de la république romaine, par Adam Ferguson, Paris, Nyon l'ainé, 1784-1791, 7 vol in-8° et in-12 ; Mémoires de la vie privée de Benjamin Franklin, première partie, finissant à l'année 1757, traduits sur le manuscrit original de l'auteur.
Tandis qu'il s'occupait de ces ouvrages, le marquis de Méjanes mourut après avoir légué à la province de Provence la bibliothèque de plus de quatre-vingt mille volumes les plus importants dans les sciences, les lettres, l'histoire générale, et particulièrement dans l'histoire politique et administrative de la Provence rassemblée pendant plus de trente années dans l'intention de la rendre publique dans la ville d'Aix. En 1787, l'assemblée des communes du pays ayant accepté ce legs, on s'occupa de réunir les livres restés à Arles, à Aix, à Paris, après la mort de l'acquéreur. L'abbé Rive, qui avait dirigé auparavant la bibliothèque du duc de Lavallière, fut nommé bibliothécaire, et Gibelin lui fui donné pour adjoint. Déjà frappé de paralysie, Rive ne pouvant s'occuper du rassemblement des livres, tout le travail fut à la charge de Gibelin. À la mort de Rive, il se trouva seul chargé de la conservation du dépôt et du soin d'en dresser le catalogue. Quoique privé de tout traitement en 1793, 1794 et dans les années suivantes, il ne cessa de s'occuper de la formation du catalogue, et de la garde assidue du dépôt qui lui avait été confié. Longtemps encore après le retour de la paix civile, il continua son travail sans émoluments. Le 16 novembre 1810, la Bibliothèque ayant été ouverte au public, il reçut de ses concitoyens un honorable prix de son dévouement. Le conseil municipal de cette époque, et le maire qui le présidait, homme aussi recommandable par ses lumières que par son amour pour les arts, M. Saliier, propriétaire d'une belle collection d'antiquités qu'il a formée lui-même, élevèrent dans les salles de cette Bibliothèque, à côté du buste du fondateur, deux cippes de marbre, sur l'un desquels fut gravé le nom de Jacques Gibelin, accompagné de l'énoncé de ses titres à la gratitude publique. Au 20 mars 1814, les administrateurs, se trouvant déplacés, et un préfet, dignement informé, ayant à choisir, pour la ville d'Aix, un maire qui jouit au plus haut degré de l'estime publique, et qui sut, par le crédit que lui donnerait son mérite, maintenir dans l'ordre tous les partis, choisit l'avocat Dubreuil, ancien assesseur dans l'administration de la province. À ce maire, il fallait des adjoints dignes de lui : l'un d'eux fut le docteur Gibelin ; et cette municipalité, aussi vigilante que ferme et dévouée, parvint à maintenir la cité dans une tranquillité parfaite, au milieu des passions qui fermentaient à chaque secousse politique.
L'exercice de sa profession de médecin, et ses travaux bibliographiques, ne l'empêchaient pas de se livrer à d'autres études. Après avoir coopéré à l'établissement, en 1809, de la Société des amis des sciences, des lettres, des arts et de l'agriculture d'Aix, il en devint, dès l'origine, le secrétaire perpétuel, présentant, chaque année, des rapports dans la séance publique de cette académie, travail qui lui donnait l'occasion de développer la variété de ses connaissances et les ressources de son esprit. Privé de la vue dans les deux dernières années de sa vie, cette infirmité ne l'empêcha pas de s'occuper des sciences et des lettres, son grand âge n'ayant nullement affecté sa mémoire. Il était également membre de la Société médicale de Londres.

## Sources
- Toussaint-Bernard Émeric-David, Vies des artistes anciens et modernes, Paris, Ve J. Renouard, 1862, 348 p., p. 229-233.